# Лесопарк имени академика И. И. Синягина
Лесопарк имени академика И. И. Синягина — памятник ландшафтного искусства в Краснообске, созданный учеными-дендрологами Сибирского отделения Всесоюзной академии сельскохозяйственных наук им. В. И. Ленина (сокр. СО ВАСХНИЛ) в 70-е годы XX века.

## История

### История создания
Лесопарк имени академика И. И. Синягина представляет собой дендрарий площадью 292 га, заложенный в 1973-75 гг. по инициативе академика Синягина Ираклия Ивановича, возглавлявшего СО ВАСХНИЛ — центр сельскохозяйственной науки в Сибири. Рукотворная лесопарковая зона, по замыслу ученого-агрохимика, должна была воссоздать благоприятную экологическую обстановку, стать уникальной зелёной зоной отдыха для жителей научного городка с заложенным потенциалом роста до 40 тыс. жителей, а также предотвратить казавшееся неизбежным наступление мегаполиса Новосибирска на камерный научный поселок Краснообск, бывший на тот момент резиденцией Сибирского отделения ВАСХНИЛ.
Работа над созданием Лесопарка вызвала немалый энтузиазм со стороны жителей Краснообска, подавляющее большинство которых были сотрудниками институтов СО ВАСХНИЛ. Дендрарий с типами ландшафтов в пейзажном стиле, с сочетанием открытых и закрытых пространств, являлся сложным природным объектом. Проект разрабатывался и осуществлялся специалистами высокого уровня. Тщательно рассчитывались и планировались обозреваемость участка, просматриваемость, дальность перспективы. Удачное сочетание зелени травяного покрова полян с группами самых разных деревьев, в том числе ценных пород, своим продуманным разноцветьем обеспечивали высокий декоративный эффект. К посадке и уходу за саженцами привлекались жители Краснообска и сотрудники институтов.
Проектировщики, строители, ландшафтные дизайнеры и сами жители приложили немалые интеллектуальные и физические усилия к строительству Краснообска, представлявшего собой научный городок СО ВАСХНИЛ. Поселение было наделено всей современной инфраструктурой, соответствующей его статусу. Наряду с научной и жилой зонами были построены детские сады, школы, больничный комплекс, придомовые детские площадки, магазины и т. п. Не оставили без внимания и зоны отдыха для жителей всех возрастов и предпочтений. Будучи первым президентом Сибирского отделения ВАСХНИЛ, академик И. И. Синягин считал данную задачу одной из приоритетных. Именно Синягину принадлежала идея создания особой зелёной зоны, названием которой спустя десятилетия благодарные потомки увековечат имя талантливого ученого.
На площади 292 га были высажены ценные породы деревьев и кустарников. На создание грандиозного уникального дендрария было затрачено порядка 1 млн.руб.
В соответствии со Схемой зонирования, также по инициативе Синягина на территории были оставлены две обширные поляны общей площадью 8 га — зона водоемов. Здесь предполагалось в будущем возможное размещение зоны активного отдыха и развлечений, спортивные и детские развлекательные площадки.
Наряду с генеральным планом научного городка Президиумом СО ВАСХНИЛ был разработан «Дендроплан», в соответствии с которым произведены посадки, и «Схема зонирования лесопарка». В соответствии с данным документом, от Центрального входа в Лесопарк, в 150 м от дома № 201, должна была располагаться «Детская зона» площадью 9 га. Инициатива также принадлежала Ираклию Ивановичу, понимавшему, что дети с малых лет тяготеют к более широкому и разнообразному общению и познанию, а придомовые детские площадки обеспечивают детские потребности ровно настолько, сколько места они занимают в общей Жилой зоне городка. Этой задумке не суждено было сбыться.

### Уничтожение лесопарка

#### В перестроечные годы
В 90-е годы в результате хищнического использования ресурсов в условиях бесхозяйственной недальновидной политики верхушки Сибирского отделения Россельхозакадемии (РАСХН), ставшей преемницей ВАСХНИЛ, при попустительстве муниципальной власти зелёной зоне Краснообска был нанесен невосполнимый урон.
На месте намеченной «детской зоны» начали возводиться таунхаусы и коттеджи. Часть территории досталась в аренду огородному обществу «Росинка-4». Погублены тысячи деревьев и кустарников, площади Лесопарка сократились на десятки га, ущерб, по разным оценкам, составлял десятки миллионов рублей. Был загроможден постройками и существенно ограничен доступ жителей в лесопарковую зону.

#### В 2000-е годы
В нулевые годы нового столетия разрушение и разграбление Лесопарка продолжилось. Полустихийный процесс уничтожения лесопарковой зоны под домами и коттеджами ускорился и стал ещё более организованным. Значительная часть территории Лесопарка была передана администрацией поселка застройщикам для осуществления малоэтажного строительства. Питомник разорен, часть земли передана предпринимателям для организации частного сада. Регулярно обнаруживались новые собственники и арендаторы, получившие от щедрот поселка участки в зелёной зоне. Площадь Лесопарка с каждым годом неуклонно сокращалась.
Наряду с этим зрело и сопротивление губительным процессам со стороны жителей Краснообска, все яснее осознававших необходимость самых активных действий для спасения зелёной зоны. С 2005 г. отдельные депутаты местного Совета депутатов и общественники стали поднимать на повестку дня вопрос о защите Лесопарка.
Акции протеста со стороны населения начались после прокладки по Лесопарку хозфекального коллектора для нужд застройщика весной 2004 г. В процессе устройства данного сооружения было уничтожено 489 деревьев и кустарников, в том стоимость которых оценивалась в 3,8 млн руб. Посыпались обращения и письма со стороны жителей и общественников-экологов в адрес администрации Краснообска, возглавляемой на тот момент Д. Н. Лейманом, и ООО «Ермак», получившего от поселка землю для осуществления малоэтажной застройки.

#### Лесопарк сегодня
В настоящее время лесопарк - это мощная развивающаяся экосистема. Благодаря большому удельному весу молодых здоровых хвойных деревьев - с запасом прочности на сотни лет вперед. Каждый год, как отмечают натуралисты, расширяется видовой состав фауны и флоры. 
Уникальный биогеоценоз, сформировавшийся в лесопарке, является предметом наблюдения и исследования для ученых-биологов, юных натуралистов,  любителей природы.  На территории лесопарка можно осуществить идею о создании микрозаповедников, глубоко разработанную знаменитым ученым-энтомологом, заслуженным экологом России  В. С. Гребенниковым. 
В лесопарке, по наблюдениям последних 10 лет, встречаются 6 видов птиц, занесенных в Красную Книгу НСО (в т.ч. бородатая и длиннохвостая неясыти), 3 вида краснокнижных шмелей; отмечено два вида редких грибов (мутинус Равенеля и мутинус собачий), занесенных в Красную Книгу России. На территории лесопарка стали регулярно встречать лисиц, находить лисьи норы. Присутствие стабильной и разнообразной популяции хищных птиц и млекопитающих, составляющих верхушку пищевой цепи в биогеоценозе, свидетельствует о том, что все её звенья полноценно представлены, а значит, о устойчивости экосистемы. Вблизи мегаполиса (Новосибирска) особую экологическую, культурную и научную ценность представляют подобные резерваты биоразнообразия.
На сегодняшний день, согласно ныне действующему «Лесохозяйственному Регламенту» Краснообска, площадь Лесопарка составляет 168,8 га. На его территории произрастает более 70 видов деревьев и кустарников, в том числе особо ценные и растения из других климатических зон. Зона отнесена к категории «городских лесов», но не имеет статуса особо охраняемой территории. Требования общественности провести необходимые процедуры и придать Лесопарку и Краснообской роще реальный охранный статус, прозвучали в Краснообске ещё в 2005 г. В критический для судьбы Лесопарка момент было собрано свыше 2000 подписей жителей. Благодаря этому на 11-й сессии Краснообского Совета депутатов было впервые принято решение узаконить границы и статус Лесопарка. Но до конца дело так и не было доведено. Таким образом, за последние 20 лет Лесопарк утратил 123 га. Фронтальная южная часть уничтожена и застроена после прокладки хозфекального коллектора в 2004 г. Сегодняшний Лесопарк окружен полосой частной собственности и благоустроенных проходов в него нет.
В июле 2018 г. подписано «Соглашение об установке сервитутов в отношении частей земельных участков, находящихся в муниципальной собственности», между администрацией р.п. Краснообска и ООО «Жилищная инициатива». Данный договор предполагает прокладку самотечного коллектора диаметра 500 мм через северную часть Лесопарка — для комплексного строительство на территории Мичуринского сельсовета. По замыслу, общая ширина зоны коллектора составит 60 м, по всей северной границе Лесопарка протяженностью 4,2 км. Общественность и специалисты высказывают обоснованные опасения. 1 сентября 2018 г. в Краснообске прошла акция протеста в защиту Лесопарка, где прозвучали лозунги, направленные на запрет прокладки канализационного коллектора по территории уникального памятника ландшафтного искусства. В независимой газете «Краснообск» появились статьи в защиту Лесопарка. В частности, авторы указывают на то, что вышеупомянутое «Соглашение об установке сервитутов…» противоречит принятому администрацией Краснообска «Лесохозяйственному регламенту», согласно которому зелёные массивы р.п. Краснообска относятся к категории защитных лесов: «городские леса», правовой режим которых определён статьей 105 Лесного Кодекса РФ. А она гласит, что в лесопарковых зонах и городских лесах размещение объектов капитального строительства (в том числе трубопроводов) запрещено. Жители Краснообска уверены, что с прокладкой коллектора неизбежно будет уничтожена лесозащитная полоса из тополя бальзамического, а также массивы из здоровых 45-летних елей, пихт, сосен, лиственниц, кедра, липы и ландшафтные группы из различных декоративных деревьев и кустарников.